# Aline Zeler
Aline Zeler (Libramont, 2 de junio de 1983) es una futbolista belga que juega como delantera en el Standard Lieja.
Ha jugado en Bélgica en el Tenneville Sports, el Standard Lieja (2004-06), el RSC Anderlecht (2006-09), el Sint-Truidense (2009-10) y de nuevo el Standard Lieja (2010-act). Ha jugado la Champions League con el Standard.
Debutó con la selección belga en 2005.